# Гарденберг-штрассе
Гарденберг-штрассе (нем. Hardenbergstraße) — улица в берлинском районе Шарлоттенбург, соединяет площади Брайтшайдплац и Эрнст-Ройтер-плац. Длина Гарденберг-штрассе составляет около 1100 м. Улица названа в честь прусского государственного деятеля Карла Августа фон Гарденберга. В 1767—1865 годах носила название Лютцовер-Вег («Лютцова дорога»).
Гарденберг-штрассе начинается у Мемориальной церкви кайзера Вильгельма на Брайтшайдплац. На правой стороне находится возведённый в 1956 году кинотеатр Zoo Palast. На перекрёстке с Йоахимсталер-штрассе и площадью Гарденберг-плац над улицей проходит трасса Городской железнодорожной линии. В своём продолжении улица Гарденберг-штрассе сочетает строения эпохи грюндерства с постройками послевоенного модерна. Наиболее известные здания и сооружения на Гарденберг-штрассе — представительное бывшее здание высшего административного суда Берлина и Бранденбурга, центральный офис Berliner Bank, Дом Америки, построенный архитектором Бруно Гриммеком в 1957 году для культурно-информационного центра США, а также бывшее здание Торгово-промышленной палаты Берлина и Дом Людвига Эрхарда. За перекрёстком с улицей Фазаненштрассе находятся концертный зал Берлинской высшей школы музыки, а за ним — возведённое в 1902 году здание Высшей школы изобразительных искусств и Высшей школы музыки и объединённая студенческая столовая Берлинского университета искусств и Берлинского технического университета.